# Einbäume von Fiskerton

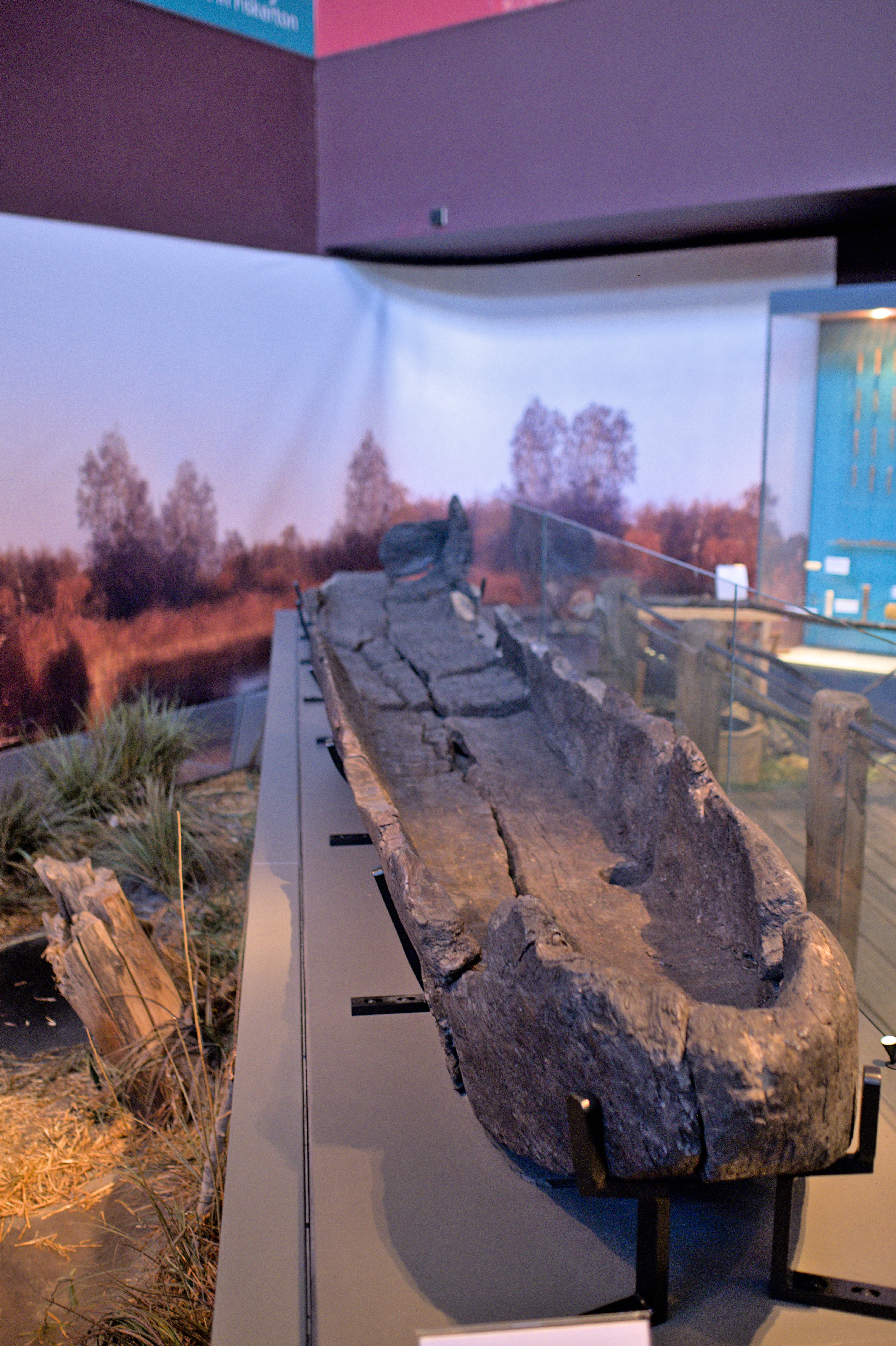
Einbaum von Fiskerton

Die Einbäume von Fiskerton (englisch Fiskerton Log Boats), einem kleinen Pendler-Dorf auf der Nordseite des Flusses Witham im West Lindsey Bezirk in Lincolnshire in England, wurden aus einer einzigen Eiche hergestellt. Die Boote tragen noch die Marken der Axthiebe. Sie wurden als Opfer versenkt und könnten speziell für diesen Zweck geschaffen worden sein. Das größere, besser erhaltene war 7,2 m lang.
Im Jahr 1981 entdeckte man erstmals in diesem Bereich eisenzeitliche Waffen. Der Platz war einst ein Damm, an dem der Corieltauvi-Stamm in der Eisenzeit kostbare Gegenstände als Opfer im Wasser versenkte.
Im Jahre 2001 wurde im Zuge von Hochwasserschutzmaßnahmen eine Schicht Mutterboden in der Nähe des Flusses Witham abgetragen. Zum Vorschein kam eine Doppelreihe drei bis vier Meter langer Holzpfosten. Ein Team von Archäologen legte in der Folge die Einbäume und andere vorsätzlich zerstörte Opfergaben frei, darunter ein eisenzeitliches Schwert.
Der Witham-Schild wird im British Museum in London aufbewahrt (Inventarnummer 1872,12-13.1). Er wurde bereits 1826 im Fluss gefunden und auf 400 bis 300 v. Chr. datiert.